# Топаз (завод)
48°01′39″ пн. ш. 37°45′22″ сх. д. / 48.02750° пн. ш. 37.75611° сх. д.
Державна акціонерна холдингова компанія «Топаз» — підприємство в Донецьку, яке спеціалізувалося на розробці і виробництві складних радіотехнічних систем і комплексів, в тому числі унікальних комплексів дальньої радіотехнічної розвідки та раннього попередження систем протиповітряної оборони, зокрема станції радіотехнічної розвідки «Кольчуга».
Від початку російської воєнної агресії виробництво деяких зразків техніки ДАХК «Топаз» було перенесене до НВК «Іскра».

## Історія і характеристика заводу
До складу холдингу входять ВАТ «Топаз», засноване 10 жовтня 1974 року, і ВАТ «Спеціальне конструкторське бюро радіотехнічних пристроїв», засноване 1987 року.
За час існування ДАХК «Топаз» здійснені спільні контракти із закордонними підприємствами, зокрема РФ, КНР, Латвії, Німеччини, Малайзії, Ефіопії, Туркменістану, Туреччини.
За внесок у розвиток економіки України, впровадження нових наукомістких технологій ВАТ «Топаз» нагороджений «Орденом пошани» Міжнародної кадрової академії України.

### Російсько-українська війна
З початком російсько-української війни завод опинився на захопленій російськими терористами території. Колективу підприємства вдалось евакуювати літаками вже готовий комплекс «Кольчуга» виготовлений в інтересах закордонного замовника. Проте російським бойовикам вдалось захопити й вивезти створений на підприємстві комплекс «Мандат». 50 співробітників заводу разом із родинами переїхали до Росії.
Частина колективу разом з евакуйованою технічною документацією змогла виїхати до Запоріжжя та відновити виробництво на потужностях НВК «Іскра».
В серпні 2016 року рішенням Кабінету міністрів України завод було перепідпорядковано з управління мінекономрозвитку до ДК «Укроборонпром».
18 червня 2022 року будівлі та територія заводу піддались обстрілам. Російські загарбники поспіхом спробували врятувати розташовану на території техніку. На поширених відео видно дві машини комплексу пошуку та пеленгування джерел радіовипромінювань «Свет-КУ», машина 1Л29 «Ртуть-Б» та, імовірно, «Борисоглебск-2».